# Gombau
Gombau (també Gombald) fou vescomte de Barcelona. Era fill d'Ermemir (Ermenard) que havia estat vescomte vers el 918, home de confiança de Guifre el Pilós i el seu marmessor (917).
Va governar aproximadament del 966 al 974. El va succeir el seu fill Guitard.